# Zestafoni (stad)
Zestafoni of Zestaponi (Georgisch: ზესტაფონი, Zestɑpʰoni) is een stad in centraal-Georgië met 20.212 inwoners (2024), gelegen in de regio (mchare) Imereti. De stad is het bestuurlijk centrum van de gelijknamige gemeente en is elfde grote stad van Georgië. Zestafoni is gesitueerd op 160 meter boven zeeniveau aan de rivier Kvirila en ligt op ruim 180 kilometer ten westen van hoofdstad Tbilisi en 35 kilometer ten zuidoosten van regiohoofdstad Koetaisi. De stad heeft sinds de jaren 1930 een grote fabriek die ijzerlegeringen maakt van het mangaanerts dat in het nabijgelegen Tsjiatoera wordt gewonnen.

## Toponiem
De naam van de stad wordt in het Georgisch geschreven als Zestaponi, maar wordt uitgesproken als Zestafoni. Onder het Russische gezag werd de naam dan ook geschreven als Зестафони, oftewel Zestafoni. De naam komt volgens de overlevering van de Georgische woorden ზედა ფონისაგან (zeda poni) wat 'boven doorwaadbare plaats' betekent, verwijzend naar een doorwaadbare plaats in de Kvirila-rivier.

## Geschiedenis
De plaats wordt voor het eerst genoemd in documenten in het midden van de 16e eeuw, en speelde een ondergeschikte rol ten opzichte van het nabijgelegen fort Sjorapani. Toen het Russisch Rijk begin 19e eeuw Georgië had geannexeerd werd in Zestafoni vanaf de jaren 1820 een Kozakkenleger gestationeerd. Hun kampement kreeg de naam 'Kvirili Post', refererend aan de naastgelegen rivier Kvirila en werd de naam Kvirili voor de nederzetting gebruikt. In de tweede helft van de 19e eeuw werd Kvirili het administratieve centrum van de provincie (oejezd) Sjaropan in het Gouvernement Koetais, en werd het gemeentelijk district (oetsjastok) Kvirili rond de plaats opgericht.

### Industrieel centrum
In 1872 kreeg Kvirili een station langs de eerste Transkaukasische spoorlijn tussen Tbilisi en Poti, en werd het een belangrijke spoorwegsplitsing met de opening van de aftakking naar Tsjiatoera in 1893 voor het vervoer van de ertsen uit de mangaanmijnen. Door deze activiteiten nam de bevolking toe en kreeg het de status van een 'nederzetting met stedelijk karakter'.
Op 25 december 1892 organiseerde een groep Georgische revolutionaire jongeren verenigd rond Egnate Ninosjvili in Kvirili hun eerste officiële bijeenkomst van de Mesame Dasi (Derde Groep), de eerste sociaaldemocratische partij in Transkaukasië. Bij deze bijeenkomsten waren ook Nikoloz Tsjcheidze en Noë Zjordania, later leidende figuren in de Democratische Republiek Georgië. De bijeenkomst in Zestafoni leidde in 1893 tot de oprichting van de Sociaaldemocratische Partij van Georgië, ook bekend als de Georgische Mensjewistische Partij.
In 1920, in de mensjewistische Democratische Republiek Georgië, zou Kvirili korte tijd hernoemd zijn geweest in Dzjigoeli, naar de Georgische mensjewiek en sociaaldemocraat Severian Dzjoegeli (1876-1909). Hij was een vroeg lid van de Mesame Dasi en in 1907 was hij afgevaardigde in de tweede Staatsdoema van het Russisch Rijk. In 1921 werd de oorspronkelijke naam Zestafoni weer hersteld en in 1926 werd Zestafoni tot stad gepromoveerd. De Sovjets hadden grootse industriële plannen met de stad. In 1933 kwam er een grote fabriek die ijzerlegeringen produceerde van het mangaanerts dat in het nabijgelegen Tsjiatoera werd gewonnen, waarna de stad snel groeide. Na het uiteenvallen van de Sovjet-Unie in 1991 kromp de stad snel door emigratie en economische rampspoed. De industrie bleef wel een belangrijke werkgever.

## Demografie
Begin 2024 had Zestafoni 20.212 inwoners, een geringe daling sinds de volkstelling van 2014. De bevolking van Zestafoni bestond in 2014 vrijwel geheel uit Georgiërs (99,2%), met enkele tientallen Russen, Assyriërs, Armeniërs en Oekraïners.
| Aantal                                                           | 2.010 | 4.902 | 13.728 | 17.213 | 21.701 | 21.101 | 26.098 | 24.158 | 20.814 | 20.684 | 20.212 |
| Verantwoording data: Bevolkingsstatistiek Georgië 1897 tot heden |       |       |        |        |        |        |        |        |        |        |        |

## Bezienswaardigheden

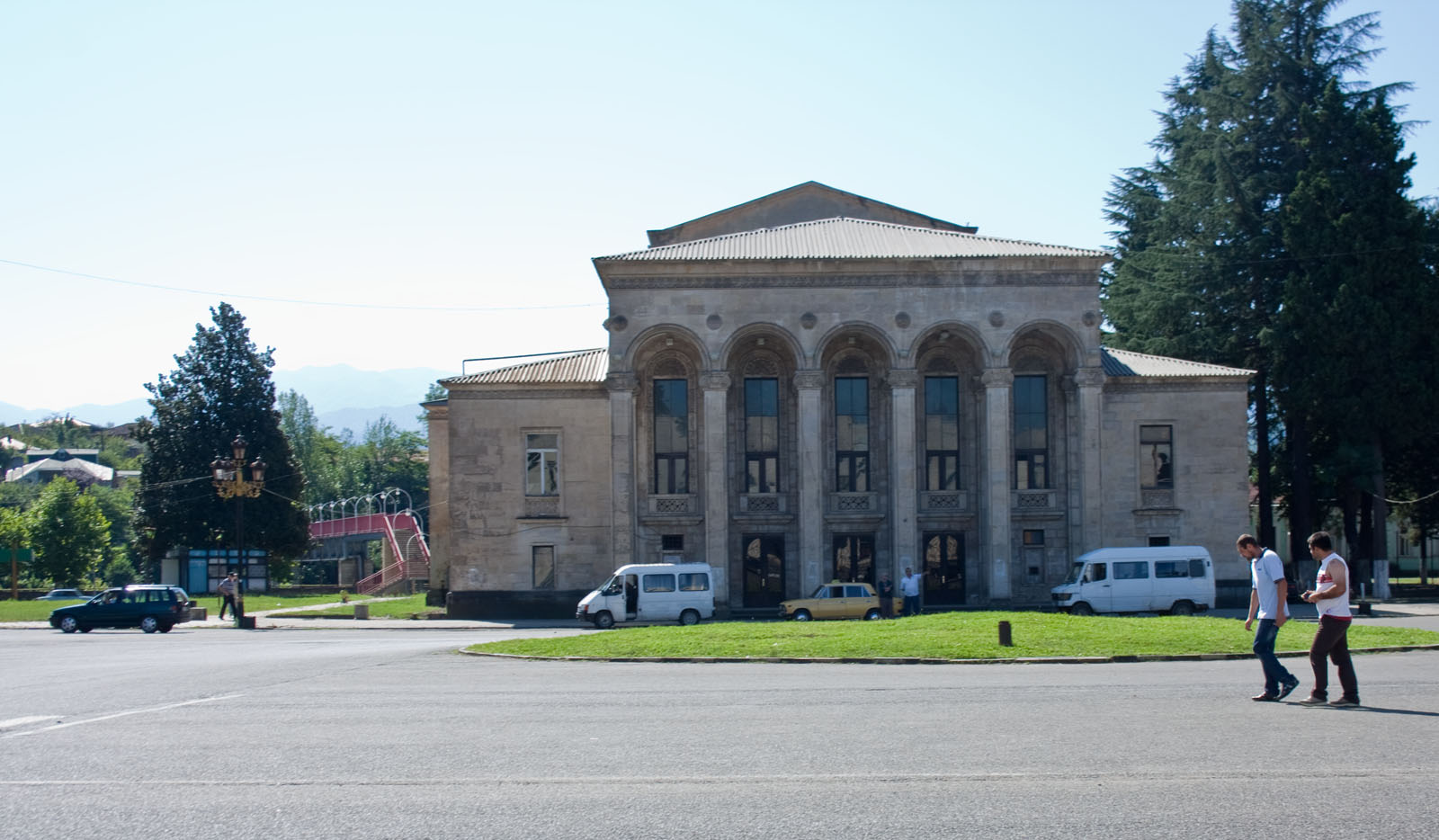
Theater in Zestafoni

Zestafoni kent weinig bijzondere bezienswaardigheden. Het grote metaalindustriecomplex aan de westkant van de stad is deels tot industrieel erfgoed verklaard. In de directe nabijheid van de stad, in het naastgelegen Sjorapani, zijn de ruïnes van het historisch belangrijke en meer dan 2000 jaar oude Sjorapanikasteel. In Zestafoni is een lokaal historisch museum met archeologische vondsten vanaf de bronstijd, maar ook historisch materiaal uit de 19e eeuw en lokale kunst.

## Vervoer

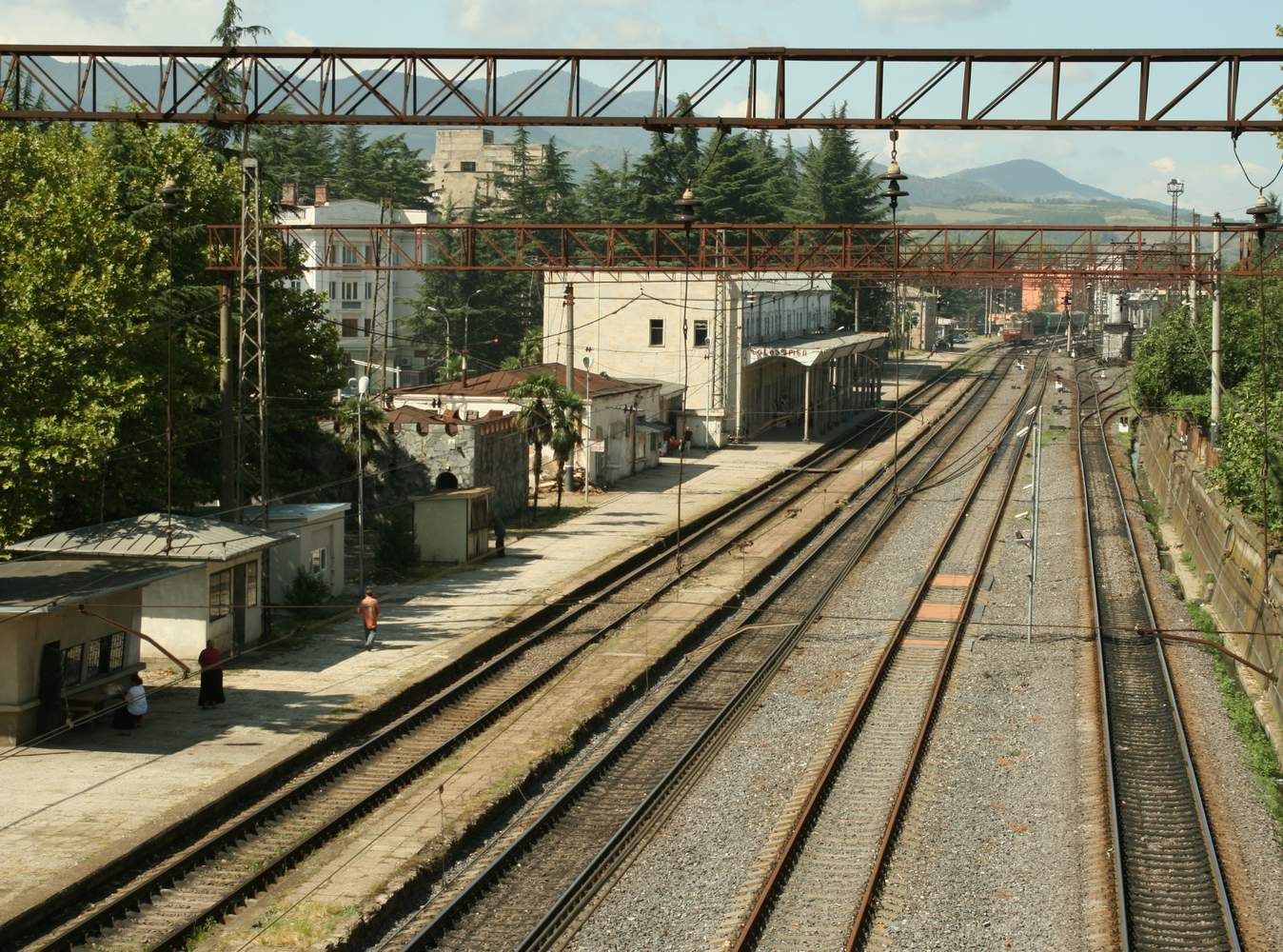
Station Zestafoni

De belangrijkste hoofdweg in Georgië, de oost-west S1 / E60 (Tbilisi - Zoegdidi), passeert door de stad. Een autosnelweg langs de noordkant van de stad wordt medio 2024 opgeleverd. Vanuit de stad gaat de nationale route Sh22 naar het noorden die de stad verbindt met mijnbouwstad Tsjiatoera en Satsjchere.
Sinds 1872 ligt de centrale spoorlijn Tbilisi - Poti door Zestafoni en kreeg de stad een station aan deze lijn. In 1893 opende vanaf het nabijgelegen Sjorapani een aftakking van deze spoorlijn langs de Kvirila naar Tsjiatoera voor de mijnbouw. In 1904 werd deze lijn doorgetrokken naar Satsjchere. Vanuit Zestafoni zijn naast Tbilisi de steden Koetaisi, Poti, Zoegdidi en Ozoergeti rechtstreeks te bereiken.

## Stedenbanden
Zestafoni onderhoudt stedenbanden met:
- Kirjat Bialik, Israël (sinds 2010).[20]
- Tauragė, Litouwen (sinds 2011).[21]
- Tczew, Polen (sinds 2015).

## Sport
Zestafoni heeft een aantal voetbalteams gehad die nationaal uitkwamen en internationale wedstrijden speelden. In de jaren 90 van de 20e eeuw was Margveti Zestafoni de club die de stad op nationaal niveau vertegenwoordigde en in 1996 om de UEFA Cup voetbalde. In 2000 ging de club failliet en hield op te bestaan. In 1999 werd Metaloergi Zestafoni opgericht, die naast Margveti een seizoen in de Pirveli Liga speelde. Metaloergi ging in 2004 ook bankroet, waaruit FC Zestafoni werd opgericht. Deze club heeft het David Abasjidzestadion als thuisbasis. FC Zestafoni werd in 2011 en 2012 Georgisch landskampioen. In 2006 werd FC Margveti 2006 opgericht die sinds 2021 in de laagste nationale divisie uitkomt, de Liga 4.

## Geboren
- Sjalva Dadiani (1874–1959), Georgische romanschrijver, toneelschrijver en acteur uit het adellijke Dadiani geslacht. Werd in zijn latere jaren lid van de Communistische partij en verkozen in de Opperste Sovjet van de Sovjet-Unie.
- Boris Akoenin (1956), pseudoniem van Grigori Tsjchartisjvili, Georgisch-Russisch schrijver bekend van historische misdaadromans rond het personage Erast Fandorin.